# Chung Hun-pyo
Chung Hun-pyo – południowokoreański zapaśnik w stylu klasycznym. Brązowy medalista mistrzostw Azji w 1991 roku.